# Jeremiah Ledbetter
Jeremiah Ledbetter (Orlando, 29 marzo 1994) è un giocatore di football americano statunitense che milita nel ruolo di defensive end per i New York Giants della National Football League (NFL).

## Carriera

### Detroit Lions
Ledbetter al college giocò a football con gli Arkansas Razorbacks dal 2014 al 2016. Fu scelto nel corso del sesto giro (205º assoluto) nel Draft NFL 2017 dai Detroit Lions. Debuttò come professionista subentrando nella gara del primo turno contro gli Arizona Cardinals mettendo a segno 2 tackle. Nell'11º turno fece registrare il primo sack condiviso su Mitchell Trubisky dei Chicago Bears.

### Tampa Bay Buccaneers
Nel 2018 Ledbetter firmò con i Tampa Bay Buccaneers.

### Baltimore Ravens
Il 2 ottobre 2019 Ledbetter firmò con la squadra di allenamento dei Baltimore Ravens. Fu svincolato il 21 ottobre 2019.

### Ritorno ai Tampa Bay Buccaneers
Il 22 ottobre 2019 Ledbetter rifirmò con la squadra di allenamento dei Buccaneers.
Il 30 dicembre 2019 Ledbetter firmò un nuovo contratto come riserva. Fu svincolato il 5 settembre 2020 dopo di che, il giorno successivo, rifirmò con la squadra di allenamento. Il 17 ottobre fu promosso nel roster attivo per la gara contro i Green Bay Packers, dopo la quale fece ritorno nella squadra di allenamento. Il 2 dicembre 2020 fu promosso nel roster attivo. Nella settimana 16 contro i Lions mise a segno il suo primo sack ai danni di Chase Daniel nella vittoria per 47–7. A fine anno conquistò il suo primo titolo con la vittoria sui Kansas City Chiefs nel Super Bowl LV.
Il 31 agosto 2021 Ledbetter fu svincolato.

### Arizona Cardinals
Il 3 settembre 2021 Ledbetter firmò con la squadra di allenamento degli Arizona Cardinals. Fu svincolato il 26 ottobre.

### Jacksonville Jaguars
Il 1º novembre 2021 Ledbetter firmò con la squadra di allenamento dei Jacksonville Jaguars. Il 10 gennaio 2022 firmò un nuovo contratto come riserva. Il 10 agosto 2022 fu svincolato, e il giorno successivo fu inserito in lista infortunati. Fu svincolato il 22 agosto ma il 12 ottobre rifirmò con la squadra di allenamento. Il 28 dicembre 2022 fu promosso nel roster attivo.
L'8 marzo 2024 Ledbetter rifirmò con i Jaguars.

### New York Giants
Il 14 marzo 2025 Ledbetter firmò con i New York Giants.

## Palmarès
- Super Bowl : 1

Tampa Bay Buccaneers: LV
- National Football Conference Championship: 1

Tampa Bay Buccaneers: 2020